# شلال شايع
شلال علي شايع هادي (مواليد 1969، مديرية التواهي، محافظة عدن) هو قائد عسكري يمني برتبة لواء ركن، يشغل حاليًا منصب رئيس جهاز مكافحة الإرهاب في اليمن منذ 4 يناير 2024. يُعد من أبرز القادة العسكريين والسياسيين في جنوب اليمن، وواحدًا من الرموز البارزة في الحراك الجنوبي والمقاومة الشعبية الجنوبية التي واجهت قوات الحوثي وقوات الرئيس السابق علي عبد الله صالح خلال حرب 2015.

## النشأة والتعليم
ولد شلال علي شايع في عام 1969 في مديرية التواهي بمحافظة عدن التحق بالكلية العسكرية ضمن الدفعة السابعة عشرة، وحصل على بكالوريوس في العلوم العسكرية. كما تلقى دورات تأهيلية وتدريبية متقدمة في معهد القادة والأركان، وشارك في دورات حول القيادة والإدارة العسكرية.

## المسيرة النضالية والعسكرية

### بعد حرب 1994
عقب الحرب الأهلية اليمنية عام 1994، تعرض شلال علي شايع، إلى جانب عدد من الضباط الجنوبيين، للتهميش والإقصاء من قبل سلطات الرئيس السابق علي عبد الله صالح. نتيجة لذلك، انضم إلى حركة تقرير المصير لجنوب اليمن (حتم)، وشارك في النشاط النضالي للدفاع عن الجنوب، وبرز كقائد ميداني خلال المعارك في الضالع وعدن.

### الحراك الجنوبي
يُعتبر شلال شايع من أبرز مؤسسي الحراك السلمي الجنوبي في عام 2007 ، وساهم في تأسيس المجلس الوطني الأعلى الجنوبي بالتعاون مع الزعيم حسن أحمد باعوم. في عام 2008 لعب دورًا محوريًا في تعزيز وحدة الصف الجنوبي من خلال تأسيس ملتقى التصالح والتسامح والتضامن الجنوبي.

## معركة جبل العر 2011
في 2 مايو 2011، شارك شلال علي شايع في معركة تحرير جبل العر في منطقة يافع بمحافظة لحج، حيث لعب دورًا بارزًا ضمن صفوف المقاومة التي خاضت مواجهات ضد قوات الحرس الجمهوري التابعة للرئيس الأسبق علي عبد الله صالح. وانتهت المعركة بانتصار المقاومة، وطرد تلك القوات من المنطقة، والسيطرة على معسكر جبل العر، واغتنام معدات عسكرية ثقيلة وخفيفة.

### المقاومة الشعبية (2015)
مع اندلاع الحرب في اليمن عام 2015، أسس اللواء شلال شايع المقاومة الشعبية الجنوبية في محافظة الضالع وقاد بنفسه أولى المعارك ضد ميليشيات الحوثي وقوات صالح في 24 مارس 2015، حيث تمكّن من تنظيم كمين ناجح ضد القيادي الحوثي أبو علي الحاكم عندما كان في طريقه إلى مقر قيادة اللواء 33 مدرع بمدينة الضالع وقد شكل ذلك بداية لانتصارات متتالية للمقاومة في الضالع.
أُعلن اللواء شلال عن انطلاق عملية عاصفة الضالع في 25 مايو 2015، التي ادت تحرير محافظة الضالع بالكامل بعدها شارك اللواء شلال شايع إلى جانب اللواء عيدروس الزبيدي في تحرير قاعدة العند بدعم من قوات التحالف العربي، وأسهم في قيادة العمليات في عدن وضواحيها، وتولى الإشراف على تدريب آلاف المقاتلين الجنوبيين في معسكرات المقاومة الشعبية الجنوبية في الضالع وحضرموت.

### تعيينه مديرًا لأمن عدن
في ديسمبر 2015، أصدر الرئيس عبد ربه منصور هادي قرارًا جمهوريًا بتعيين اللواء الركن شلال علي شايع مديرًا لأمن العاصمة المؤقتة عدن  وذلك عقب اغتيال المحافظ السابق اللواء جعفر محمد سعد في هجوم إرهابي. جاء هذا التعيين ضمن حزمة قرارات تهدف إلى إعادة ترتيب الوضع الأمني في المدينة، حيث تم في الوقت ذاته تعيين اللواء عيدروس الزبيدي محافظًا لعدن، في خطوة عكست الثقة الكبيرة التي أوليت لقيادات المقاومة الجنوبية لتأمين المدينة واستعادة مؤسسات الدولة من قبضة الجماعات الإرهابية.

## تحرير عدن ومكافحة الإرهاب
في عام 2016، قاد اللواء شلال علي شايع عمليات أمنية واسعة لتحرير العاصمة عدن من قبضة تنظيمي داعش والقاعدة، وذلك عقب تصاعد وتيرة الهجمات الإرهابية التي استهدفت مقار أمنية وعسكرية ومدنية في المدينة. نجح في تطهير المدينة من العناصر المتطرفة من خلال عمليات نوعية استهدفت أوكار الإرهاب، وشهدت عدن عقب تلك العمليات تحسنًا ملحوظًا في الوضع الأمني.
على إثر ذلك، صدر قرار جمهوري من الرئيس عبد ربه منصور هادي بترقيته إلى رتبة لواء  ولم تتوقف جهوده عند عدن، بل امتدت عملياته إلى محافظتي لحج وأبين، حيث لعب دورًا محوريًا في تحرير مناطق واسعة من قبضة الجماعات الإرهابية بالتنسيق مع التحالف العربي، مما عزز مكانته كأحد قادة مكافحة الإرهاب في اليمن.

## محاولات الاغتيال
نظرًا لدوره البارز في مكافحة الإرهاب، أصبح اللواء شلال شايع هدفًا مباشرًا لعدة محاولات اغتيال من قبل القاعدة وداعش خلال عام 2016، باستخدام سيارات مفخخة وهجمات انتحارية:
- 5 يناير 2016: استُهدف موكب اللواء شلال شايع مع محافظ عدن اللواء عيدروس الزبيدي في منطقة إنماء السكنية، مما أدى إلى سقوط عدد من الضحايا من الحراس.[29]
- 17 يناير 2016: هجوم بسيارة مفخخة يقودها انتحاري استهدف منزله في حي الفتح بـالتواهي، وأدى لمقتل7 من حراسه وإصابة آخرين.[30][31][32]
- 16 فبراير 2016: نجا من هجوم مسلح في منطقة المنصورة، نُسب لتنظيم القاعدة، وأسفر عن مقتل 3 من المهاجمين وإصابة 4 من حراسه.[33][34][35]
- 28 أبريل 2016: فجر انتحاري سيارة مفخخة عند بوابة منزله في عدن، ما أدى إلى إصابة مدنيين واحتراق سيارات في كانت في في محيط المنزل .[36][37]
- 1 مايو 2016: نجا من محاولة اغتيال بسيارة مفخخة استهدفت موكبه عند محطة إكسبرس في المنصورة، وأسفر الهجوم عن مقتل 4 جنود وإصابة 8 آخرين.[38][39][40]

## المنصب الحالي
في 4 يناير 2024، صدر قرار جمهوري من مجلس القيادة الرئاسي بتعيين اللواء الركن شلال علي شايع هادي رئيسًا لـ جهاز مكافحة الإرهاب في اليمن، وهو جهاز أمني استُحدث ضمن جهود تعزيز التنسيق الأمني لمكافحة التطرف والتنظيمات الإرهابية.

## المناصب القيادية
شغل اللواء شلال عدة مناصب عسكرية ونضالية، أبرزها:
- مدير أمن العاصمة المؤقتة عدن (2016 – 2020)
- القائد العام لـ ألوية المقاومة الجنوبية
- قائد المقاومة الشعبية الجنوبية
- رئيس وحدات مكافحة الإرهاب (2022 – 2024)
- رئيس جهاز مكافحة الإرهاب في اليمن (منذ 2024)

كما شغل مناصب نضالية في الحراك الجنوبي، منها:
- رئيس ملتقى التصالح والتسامح والتضامن – الضالع
- رئيس المجلس الوطني الجنوبي – الضالع
- رئيس مجلس الحراك السلمي الجنوبي – الضالع
- رئيس الهبة الشعبية الجنوبية
- رئيس الجبهة الوطنية لتحرير الجنوب
- عضو المجلس الأعلى للحراك السلمي الجنوبي
- رئيس المجلس الأعلى للحراك الثوري
- قائد هيئة التصعيد الثوري – عدن